# Oblężenie Budy
Oblężenie Budy (dzisiejszy Budapeszt) – dwa oblężenia, które miały miejsce w 1684 i 1686 r.
Po zwycięstwie wiedeńskim w roku 1683 wojska cesarskie podjęły kontrofensywę w celu wyswobodzenia Węgier z rąk tureckich. Głównym celem ataku wojsk cesarskich stała się Buda (Budapeszt).

## Wprowadzenie
W roku 1541 Buda wpadła w ręce tureckie, pozostając pod ich władaniem przez okres 145 lat. Turecka klęska roku 1683 została odebrana przez cesarza Leopolda I jako szansa odebrania Turkom stolicy Węgier. Z pomocą papieża Innocentego XI, w dniu 5 marca 1684 r. zawarto sojusz Ligi Świętej przeciwko Osmanom. W jej skład weszli król polski Jan III Sobieski, cesarz Leopold I oraz republika wenecka.

## Pierwsze oblężenie Budy (lipiec – wrzesień 1684 r.)
Wiosną 1684 r. Karol V Lotaryński poprowadził armię liczącą 38 000 żołnierzy pod Budę. Podczas gdy siły główne armii w dniu 13 czerwca przekraczały Dunaj w okolicy Esztergomu, jej przednia straż pod wodzą Maksymiliana Lorenza von Starhemberga i generała kawalerii hrabiego Ludwika Badeńskiego w dniu 15 czerwca stanęła pod Visegrádem.
Dnia 16 czerwca siły główne zdobyły silnie ufortyfikowane miasto Esztergom, wdzierając się do miasta przez jedną ze zniszczonych pociskiem armatnim bram. Większa część tureckiej załogi została wybita a miasto doszczętnie splądrowane. Nieliczni obrońcy wycofali się do zamku na skałach poza miastem. Jednak i ci skapitulowali po dwudniowym oblężeniu w dniu 18 czerwca.
Dnia 27 czerwca wojska cesarskie podeszły pod Vác, gdzie natknęły się na liczącą 17 000 ludzi armię turecką. Turcy zajmowali dobrze umocnione pozycje pod miastem, jednak Karol V nakazał otwarcie ognia artyleryjskiego na szańce tureckie. Centrum armii cesarskiej poprowadził Maksymilian von Starhemberg, który po krótkiej walce pokonał Turków. Jeszcze tego samego dnia miasto wpadło w ręce wojsk cesarskich. Dnia 30 czerwca główne siły Leopolda skierowały się w okolice Pesztu, który krótko przedtem został spalony przez Turków. Po przekroczeniu Dunaju w okolicy Vácu dnia 14 lipca 1684 r. rozpoczęło się oblężenie Budy. Siły cesarskie liczyły 34 000 żołnierzy przeciwko 10 000 Turków dysponującym 200 działami.
Głównodowodzącym wojsk cesarskich został feldmarszałek hrabia Ernst Rüdiger von Starhemberg. Turkami dowodził Abdurrahman Abdi Pasza. Dnia 19 lipca siłom cesarskim udało się zająć przedmieścia Budy, które zostały spalone. Kolejne ataki cesarskich przeprowadzone w lipcu i sierpniu zostały jednak odparte przez Turków. Na początku września liczba oblegających spadła do ok. 12 500 żołnierzy, a morale żołnierzy nie było najwyższe. Dnia 11 września siły oblegających wzmocnił korpus pomocniczy, który znacznie poprawił nastroje w armii.
Także Turcy otrzymali posiłki w dniu 22 września. Turecka armia pomocnicza przypuściła natychmiastowy atak na oblegających, została jednak odparta. Ciągłe ataki Turków jak i wypady obrońców z miasta, a także trudne warunki klimatyczne osłabiły armię cesarską na tyle, że Starhemberg sam zmagający się z artretyzmem zdecydował o zwinięciu oblężenia. Dnia 30 września armia cesarska wycofała się spod Budy po 109 dniach oblężenia. Straty z powodu walk i chorób wyniosły 23 000 żołnierzy cesarskich, wśród nich znajdował się kapitan Paul Joseph Jakob von Starhemberg, przyrodni brat feldmarszałka.

## Drugie oblężenie Budy (czerwiec – wrzesień 1686 r.)
Dwa lata po nieudanym oblężeniu miasta doszło do kolejnej kampanii mającej na celu zdobycie Budy. Tym razem siły chrześcijan liczyły 74 000 ludzi. Oblężenie rozpoczęło się w połowie czerwca 1686 r. Po wstępnej walce z turecką armia Abdi Paszy, doszło do generalnego szturmu na miasto w dniu 2 września 1686 r. Wojska cesarskie pod wodza Karola Lotaryńskiego i elektora bawarskiego, chronione z tyłu przez dragonów pod wodzą księcia Eugeniusza Sabaudzkiego, uderzyły z całą determinacją na Turków. Wdzierając się do miasta żołnierze cesarscy bezlitośnie wybijali znienawidzonych niewiernych, mszcząc się za poprzednie niepowodzenia i barbarzyństwo Turków. Buda została zdobyta i splądrowana, zwycięzcy dokonywali licznych masakr i gwałtów na mieszkańcach i żołnierzach tureckich. Poległo około 3 000 Turków, 2 000 ludzi dostało się do niewoli. Straty wojsk cesarskich to około 3 000 ludzi. Dodać należy, ze ofiarami zwycięzców padli także mieszkający w Budzie Żydzi, których gminę doszczętnie zniszczono.

## Następstwa
W listopadzie 1687 r. po zdobyciu Budy i zwycięskiej bitwie pod Mohaczem (1687), Węgry dostały się pod panowanie Habsburgów. Dnia 9 grudnia 1687 r. dziewięcioletni syn cesarza Leopolda Józef przyjął koronę węgierską. Węgry stały się lennem Habsburgów.